# B-Stoff
Le B-Stoff, en français : « substance B », était le nom donné par les ingénieurs allemands pendant la Seconde Guerre mondiale à l'hydrate d'hydrazine N2H4•H2O utilisé comme ergol combustible dans leur recherche sur la propulsion des fusées. Mélangé au M-Stoff (méthanol), il donnait un carburant appelé C-Stoff qui était hypergolique avec le T-Stoff (du peroxyde d'hydrogène concentré) et était utilisé dans le Messerschmitt 163B.
B-Stoff désignait également l'éthanol H3C-CH2OH dilué dans 25 % d'eau H2O, utilisé comme combustible avec le A-Stoff (oxygène liquide) dans les fusées V-2. C'était la première réalisation d'une fusée à propergol cryogénique.